# Meix-devant-Virton
Meix-devant-Virton (en lorenès Minch-duvant-Vèrtan, en való Méch-divant-Vierton) és un municipi belga de la província de Luxemburg a la regió valona. L'1 de gener del 2024 tenia 2.818 habitants.

## Localitats
Gérouville, Houdrigny, Limes (i La Soye), Meix-devant-Virton, Robelmont, Sommethonne i Villers-la-Loue.